# Böller (Lauchröden)
Der Böller ist eine 321,9 m hohe, vollständig bewaldete Erhebung und befindet sich im gleichnamigen Forst Böller, im Wartburgkreis in Thüringen.
Der Böller zählt zur Flur der Ortschaft Lauchröden. Die nächstgelegene Siedlung ist der etwa 1,2 Kilometer südwestlich gelegene Weiler Lutzberg.

In der DDR-Zeit war das Waldgebiet unzugänglich; hier befand sich ein Schießplatz der DDR-Grenztruppen. Nach der Wende wurde der historische Verlauf des Sallmannshäuser Rennsteig als regionaler Wanderweg rekonstruiert (Kennzeichen S). Mit Hilfe des Thüringer Forstamtes Gerstungen-Marksuhl wurden mehrere Schutzhütten und Rastplätze angelegt.